# John Alexander Cameron
John Alexander Cameron (Jack) (ur. 21 marca 1869 w Cowabbie, Nowa Południowa Walia, Australia, zm. 3 marca 1949 w Glasgow) – brytyjski dziennikarz, urzędnik konsularny i funkcjonariusz wywiadu.
Pochodził z rodziny szkockiej. W Australii uczęszczał do Downside Public School (1874-1879) oraz Wagga Wagga Public School (1880-1884). Był korespondentem wojennym w wojnach burskich dla Perth Herald oraz London Daily Chronicle, również na froncie włoskim w czasie I wojny światowej. Wstąpił do brytyjskiej służby zagranicznej – kolejno był wicekonsulem w Szafuzie, konsulem w Czerniowcach (1922-), Detroit (-1931) i Gdańsku (1931-1933). W 1933 przeszedł na emeryturę; pracował w cenzurze oraz wywiadzie (1939-1945).
Odznaczony Komandorią Orderu Imperium Brytyjskiego.